# Walibi Belgium
Walibi Belgium is een pretpark in de Belgische gemeente Waver.

## Geschiedenis
Het park werd in 1975 opgestart door Eddy Meeùs onder de naam Walibi, wat later Walibi Wavre werd. De naam Walibi is een lettergreepwoord (acroniem), samengesteld uit de namen van de gemeenten waarin Walibi gelegen was: Waver - Limal - Bierges. Bij de fusies in 1977 zijn de drie gemeenten samengevoegd. Een wallaby is tevens een kangoeroesoort, vandaar dat een soort oranje kangoeroe, ook genaamd Walibi, de mascotte is geworden van het park. Na een aantal naamswijzigingen, waaronder Six Flags Belgium, heet het park sinds 2005 weer Walibi en is de oranje kangoeroe terug.
Walibi Belgium is sinds 2006 in handen van de Compagnie des Alpes, een van de grootste pretparkgroepen van Europa.

## Attracties

### Achtbanen
| Naam          | Soort                                                 | Opening                                                | Bouwer      | Model                                     | Foto |
| ------------- | ----------------------------------------------------- | ------------------------------------------------------ | ----------- | ----------------------------------------- | ---- |
| Calamity Mine | Stalen mijntreinachtbaan                              | 1992                                                   | Vekoma      | Vekoma Mine Train 785m                    |      |
| Cobra         | Stalen shuttle-achtbaan                               | 28 april 2001                                          | Vekoma      | Boomerang                                 |      |
| Fun Pilot     | Stalen kinderachtbaan                                 | 26 mei 2019                                            | Zierer      | Force 190                                 |      |
| Turbine       | Stalen shuttle-achtbaan met lancering                 | 1982 Heropening: 13 juli 2013 Heropening: 5 april 2025 | Schwarzkopf | Shuttle Loop                              |      |
| Pulsar        | Stalen shuttle-achtbaan met lancering (waterachtbaan) | 4 juni 2016                                            | MACK Rides  | Power Splash                              |      |
| Tiki Waka     | Stalen achtbaan                                       | 7 april 2018                                           | Gerstlauer  | Bobsled Coaster                           |      |
| Vampire       | Omgekeerde stalen achtbaan                            | 1999                                                   | Vekoma      | Suspended Looping Coaster (689m Standard) |      |
| Weerwolf      | Houten achtbaan                                       | 28 april 2001                                          | Vekoma      | Twister                                   |      |
| Kondaa        | Stalen achtbaan                                       | 8 mei 2021                                             | Intamin AG  | Mega Coaster                              |      |
| Mecalodon     | Stalen lanceerachtbaan                                | 5 april 2025                                           | Gerstlauer  | Family Coaster                            |      |

### Waterattracties
| Naam        | Type              | Opening | Bouwer     | Foto |
| ----------- | ----------------- | ------- | ---------- | ---- |
| Flash Back  | Boomstamattractie | 1995    | MACK Rides |      |
| Radja River | Wildwaterrivier   | 1988    | Intamin    |      |

### Overige

##### Thrill rides
| Naam          | Type        | Opening | Bouwer                | Foto |
| ------------- | ----------- | ------- | --------------------- | ---- |
| Buzzsaw       | Topspin     | 2001    | HUSS Park Attractions |      |
| Dalton Terror | Vrije val   | 1998    | Intamin               |      |
| Octopus       | Hully Gully | 2001    | Chance Rides          |      |
| Spinning Vibe | Breakdance  | 2001    | HUSS Park Attractions |      |

##### Darkrides
| Naam                     | Type                  | Opening | Bouwer                             | Foto |
| ------------------------ | --------------------- | ------- | ---------------------------------- | ---- |
| Challenge of Tutankhamon | Interactieve darkride | 2003    | Sally Corporation ETF Ride Systems |      |
| Popcorn Revenge          | Interactieve darkride | 2019    | ETF Ride Systems                   |      |

##### Familie
| Naam                                       | Type                               | Opening                       | Bouwer           | Foto                             |
| ------------------------------------------ | ---------------------------------- | ----------------------------- | ---------------- | -------------------------------- |
| De Grote Carrousel                         | Draaimolen                         | 1990                          | Euro Sujets      |                                  |
| Le Palais du Génie Het Paleis van de Geest | Madhouse                           | 2001                          | Vekoma           | Plaats uw zelfgemaakte foto hier |
| Melody Road                                | Rondrit met oldtimers              | 1979                          | Metallbau Emmeln | Plaats uw zelfgemaakte foto hier |
| Tous en boîte                              | Theekopjesattractie                | 2001 Heropening: 5 april 2025 | Chance Rides     |                                  |
| Het Vliegend Tapijt                        | Vliegend tapijt voor kinderen      | 2001                          | SBF Visa         |                                  |
| Silverton                                  | soort zweefmolen, type Side Car XL | 2023                          | Technical Park   |                                  |
| W.A.B Cinema 4D                            | 4D-cinema                          | 2005                          | SimEx-Iwerksonb  |                                  |
| Wave Swinger                               | Zweefmolen, type wellenflug        | 2001                          | Zierer           |                                  |

##### Kinderen
| Naam                | Type                        | Opening                               | Bouwer           | Foto                             |
| ------------------- | --------------------------- | ------------------------------------- | ---------------- | -------------------------------- |
| 4X4 Adventure       | Rondrit met terreinwagens   | 2001                                  | Zamperla         | Plaats uw zelfgemaakte foto hier |
| Bling Bling Madness | Rondrit in een mijnwagentje | 2001                                  | Zamperla         |                                  |
| Dragon Boat         | Watercarrousel              | 1999                                  | Zierer           |                                  |
| Fibi's Bubble Swirl | Luchtballonnencarrousel     | 2001                                  | Zamperla         |                                  |
| Guitar Riff         | Mini-vrije val              | 2000                                  | SBF Visa         | Plaats uw zelfgemaakte foto hier |
| Kondaala            | Barnstormer                 | 2001, in 2021 verplaatst nabij Kondaa | Zamperla         |                                  |
| Little Swing        | Mini-zweefmolen             | 2000                                  | SBF Visa         |                                  |
| Poneys              | Paardenbaan                 | 1979                                  | Metallbau Emmeln | Plaats uw zelfgemaakte foto hier |
| Kids Airlines       | Draaimolen met vliegtuigjes | 1975                                  | Marcel Lutz      | Plaats uw zelfgemaakte foto hier |
| Squad Taxi          | Mini-theekopjes             | 2000                                  | SBF Visa         |                                  |
| Tchou-Tchou Express | Rondrit met een treintje    | 1990                                  | Metallbau Emmeln | Plaats uw zelfgemaakte foto hier |
| Mini Tour           | Rondrit met een treintje    | 2001                                  | Zamperla         |                                  |
| Tree House          | Speeltuin Waterspeeltuin    | 2001                                  | Onbekend         |                                  |
| Walibi Fun Recorder | Draaimolen met vliegtuigjes | 2001                                  | Zamperla         |                                  |
| Graffiti Shuttle    | Mini-vliegend tapijt        | 2001                                  | Zamperla         | Plaats uw zelfgemaakte foto hier |

### Verwijderde attracties
| Naam                       | Type                                       | Bouwer                | Openingsjaar | Sluitingsjaar | Sluitingsjaar en opmerkingen | Foto                             |
| -------------------------- | ------------------------------------------ | --------------------- | ------------ | ------------- | --- | -------------------------------- |
| Teleski                    | Een kabelskibaan op het meer               | Onbekend              | 1975         | 1994          | paste niet meer binnen het attractiepark en was versleten | Plaats uw zelfgemaakte foto hier |
| Grand 8                    | Stalen achtbaan                            | Pinfari               | 1975         | 1983          | verplaatst naar Walibi Rhône-Alpes | Plaats uw zelfgemaakte foto hier |
| Jumbo Jet                  | Stalen achtbaan                            | Anton Schwarzkopf     | 1975         | 1991          | verplaatst naar Luna Park du Grau-du-Roi in Frankrijk | Plaats uw zelfgemaakte foto hier |
| Turbo Lift                 | Tri Star                                   | HUSS Park Attractions | 1978         | 1984          | verplaatst naar Walibi Rhône-Alpes in Frankrijk | Plaats uw zelfgemaakte foto hier |
| Paratroop                  | Paratrooper                                | Frank Hrubetz & Co    | 1978         | 1991          | Onbekend | Plaats uw zelfgemaakte foto hier |
| Rio Grande                 | Boomstamattractie                          | Onbekend              | 1978         | 1994          | verplaatst naar Walibi Aquitaine en vervangen door een andere boomstamattractie: Flash Back |                                  |
| Rio Salto                  | Boomstamattractie                          | Onbekend              | 1986         | 1990          | Onbekend |                                  |
| Tornado                    | Stalen achtbaan                            | Vekoma                | 1979         | 2002          | versleten; afgebroken in 2006 om Vertigo te plaatsen |                                  |
| Het geheim van de Eenhoorn | Dark water ride                            | Onbekend              | 1980         | 1995          | versleten (Challenge of Tutankhamon is nu in dit gebouw ondergebracht) |                                  |
| Big Yoyo                   | Paratower                                  | Vekoma                | 1981         | 1998          | was een gelijkaardige attractie als Parachute Tower in Bobbejaanland |                                  |
| Het Paleis van Ali Baba    | Dark water ride                            | Onbekend              | 1985         | 2001          | in deze attractie werd het verhaal van Ali Baba en de veertig rovers nagespeeld. |                                  |
| Bounty                     | Looping Schip                              | Intamin               | 1993         | 2002          | tweedehands attractie: tot 1991 in Zygofolis |                                  |
| Sky Diver                  | SkyDiver                                   | Funtime               | 2004         | 2006          | gedemonteerd omdat hij in de weg stond voor Vertigo |                                  |
| Inferno                    | Enterprise                                 | HUSS Park Attractions | 1979         | 2009          | de zitjes worden gebruik in dezelfde attractie in Walibi Holland |                                  |
| Vertigo                    | Hangende stalen achtbaan (Mountain Glider) | Doppelmayr-Garaventa  | 2007         | 2008          | heel kort operationeel geweest, was niet 100% betrouwbaar en is opnieuw afgebroken |                                  |
| Walibi's Secret            | Cakewalk                                   | JoraVision            | 2014         | 2016          | Onbekend |                                  |
| Het Reuzenrad              | Reuzenrad                                  | Vekoma                | 1979         | 2016          | Afgebroken voor eventuele nieuwe attractie en nieuw themagebied. Werd gekocht door Hennie van der Most voor Attractiepark Rotterdam |                                  |
| La Coccinelle              | Stalen kinderachtbaan (Tivoli Small)       | Zierer                | 1999         | 2017          | Afgebroken om plaats te maken voor Tiki Waka, het voor de coronacrisis gemaakte plan was om het in 2020/2021 op de plaats van Het Reuzenrad te heropbouwen. |                                  |
| MusicXpress                | Rondrit met treinen met twee stations      | Severn Lamb           | 1995         | 2017          | De trein reed een lus rond het meer, maar in de Indiase zone (met Cobra en Popcorn Revenge) is na de verbouwing in 2018-2019 geen plaats meer voor een treinspoor. Verder wil men in het hele park de paden meer zicht op het meer geven, waar voorheen het treinspoor hiervoor in de weg lag. |                                  |
| Tuf Tuf Club               | Botsauto's                                 | Reverchon             | 2001         | 2023          | Moest plaatsmaken voor Silverton |                                  |
| Gold River Adventure       | Tow boat ride                              | Intamin AG            | 1977         | 2024          | Moest plaats maken voor de bouw van Dock World en een nieuwe achtbaan op het meer. |                                  |

## Evenementen

### Zomernocturnes
Sinds 1997 bleef het park op een paar zaterdagen in de zomervakantie geopend tot 23 uur en was er extra entertainment. Ze werden afgesloten met een vuurwerkshow. Walibi organiseert tegenwoordig echter amper nog nocturnes na strubbelingen met buurtbewoners. De laatste jaren waren de zomernocturnes echter ook al steeds minder populair en was er nog maar amper extra entertainment.

### Halloween
Het seizoen wordt afgesloten in een Halloweensfeer. Verschillende dagen rond Halloween is het park geopend tot 22 uur.

### Winteropening
Sinds de kerstvakantie van 2023-24 wordt het park ook in de winter geopend.
Het winterevenement kreeg de naam Walibi Winter mee. Speciaal voor de winter presenteert het park winterse themagebieden aan, elk met hun eigen specifieke aanbiedingen.

## Trivia
- De feestzaal Paris-Las Vegas van charmezanger Eddy Wally in Ertvelde (Oost-Vlaanderen) werd door vele Vlamingen ook "Eddy Walibi" genoemd, verwijzend naar het park. In een stripverhaal van Urbanus had Eddy Wally zelfs zijn eigen pretpark, eveneens vernoemd naar Walibi: Eddy Wallybi-Land. In die strip wordt Tollembeek, het geboortedorp van Urbanus, omgevormd tot een groot pretpark, waar achtbanen en andere attracties dwars door de huizen van de bewoners scheuren.
- Walibi was destijds ook een belangrijke locatie voor verschillende tv-programma's. Zo kwam Walibi regelmatig aan bod in het VTM-programma Vakantiekriebels. Bovendien was het park ook een vaak gebruikte locatie voor programma's met verborgen camera. Ook de clip van 'Als je alles weet' van André Hazes werd opgenomen in Walibi.
- Van 1975 tot 1995 stonden er in het park diverse attracties gerelateerd aan Kuifje[9]. Deze attracties verdwenen of werden verbouwd toen het park geen gebruik meer mocht maken van de rechten op Kuifje[10]. Voorbeelden zijn o.a. Het geheim van de Eenhoorn en Gold River Adventure.